# Комплекс построек Императорской Александровской мануфактуры
Комплекс построек Императорской Александровской мануфактуры — памятник архитектуры. Расположен в Санкт-Петербурге, современный адрес — проспект Обуховской Обороны, 120, 124.
В 1798 году с одобрения Павла I и по инициативе аббата Оссовского на левом берегу Невы в бывшем имении князя А. А. Вяземского была основана фабрика для обрабатывания хлопчатой бумаги и шерсти. В усадьбе стоял трёхэтажный дом, был разбит английский сад и дома для гостей. Перестройку заводского комплекса проектировал А. Н. Роков, работами руководил А. Я. Вильсон.
Производственные корпуса стояли блоками, образуя внутренние дворы. В парадном дворе размещался «магазейн», караульный дом и церковь Александра Невского, в «старом» дворе был прядильный корпус и воспитательный дом, воспитанников которого привлекали к работе. В 1860 году мануфактуру упразднили, постройки получила Императорская Карточная фабрика и вновь образованный П. М. Обуховым, Н. И. Путиловым и С. Г. Кудрявцевым Обуховский сталелитейный и пушечный завод — производство литой стали по методу Обухова с адаптацией Путилова было основано здесь в 1863 году, первые стальные орудия были отлиты в присутствии Александра II в 1864 году.
Старые здания были приспособлены под новое производство, в кирпичном стиле с участием Р. Р. Генрихсена и Ф. Ф. Лумберга были построены станочная, торпедно-минная, орудийная, башенная и прочие мастерские, электростанция, больница и амбулатория.
Стены производственных корпусов не штукатурили, украшали кирпичными узорами, внутренние обширные пространства были освещены через окна-витражи, фонари верхнего света, остеклённые кровли. Ярким примером постройки является корпус орудийной мастерской, построенный Лумбергом (он же построил электростанцию, больницу и амбулаторию). Здание ритмично расчленено контрфорсами, сверху его завершает зенитный фонарь для верхнего освещения.
После Великой Отечественной войны корпуса перестраивали и реконструировали. До 2020-х годов сохранились лазарет, две мастерские (в одной из которых также размещалась контора), завозный и инвалидный дома (последний позднее стал домом начальника, с 2014 года после ремонта используется как музей ГОМЗ).
В 2014 году количество зданий застройки, имеющих охранный статус, сократилось на треть за счёт перестроенных и малоценных сооружений. Завод продолжает действовать и на его территории возводятся новые современные здания.
В октябре 2020 года на территории завода был открыт памятник Павлу Матвеевичу Обухову.
В Единый государственный реестр объектов культурного наследия в составе ансамбля входят следующие здания:
1. Казармы чиновников Александровской инвалидной команды (Флигель для служащих и мастеровых Александровской мануфактуры, Жилой дом со службами Обуховского сталелитейного завода, включавший квартиру начальника завода), 1801 год, А. И. Порто;
2. Лазарет Александровской инвалидной команды (Главная контора и лаборатории Обуховского сталелитейного завода), между 1801 и 1804 гг., А. И. Порто;
3. Казармы Александровской инвалидной команды (Казармы для инвалидов и мастеров или 2-й квадратный корпус Александровской мануфактуры, Тигельная Обуховского сталелитейного завода), 1804 год, А. И. Порто; 1863 г., Р. Р. Генрихсен; 1878—1879 гг., 1907 г., 1910 г.;
4. Корпус Станочной мастерской Обуховского сталелитейного завода (Льнопрядильня Александровской мануфактуры), 1811—1821 гг., А. Я. Вильсон, А. Н. Роков, 1845 г., 1891—1902 гг., 1910 г., Л. Малецкий;
5. Пушечная мастерская Обуховского сталелитейного завода, 1868 г.; 1872 г., 1881 г., 1884—1885 гг., М. М. Бородатов; между 1895 и 1899 гг., 1898 г., Ф. Ф. Лумберг; между 1906 и 1909 гг., Ф. Ф. Лумберг (?) и Н. Л. Серяков (?); 1908 г., М. В. Бортникель; 1909 г., 1912—1913 гг., между 1912 и 1917 гг., Н. Л. Серяков (?); кон. 1910-х гг.;
6. Водоподъёмная башня при Бессемеровской Обуховского сталелитейного завода, 1869—1872 гг., М. М. Бородатов;
7. Орудийно-сборочная Пушечной мастерской Обуховского сталелитейного завода с заводскими воротами и проходной, 1884—1885 гг., М. М. Бородатов, 1901—1902 гг., пристройка заводских ворот и проходной;
8. Дом больничной администрации с амбулаторией Обуховского сталелитейного завода, 1896—1897, Ф. Ф. Лумберг;
9. Больница Обуховского сталелитейного завода", 1897 г., Ф. Ф. Лумберг;
10. Медницкая Минной мастерской Обуховского сталелитейного завода, 1898—1899 гг., Ф. Ф. Лумберг; 1910 г.
11. Главная электрическая станция Обуховского сталелитейного завода, 1901—1902 гг., Ф. Ф. Лумберг;
12. Башенная мастерская Обуховского сталелитейного завода, 1915 г., Н. Л. Серяков